# Lingua proto-uralica
Il proto-uralico è l'ipotetica lingua ancestrale delle lingue uraliche, incluse le moderne lingue samoiede e le lingue ugrofinniche.
La ricostruzione disponibile non rappresenta una lingua reale esistita in un momento temporale e spaziale preciso; invece, rappresenta l'insieme dei tratti comuni ad un continuum dialettale che diede origine alle lingue samoiede, alle lingue ugriche e alle lingue finnopermiche. Secondo il tradizionale modello ad albero, il proto-uralico si divise in proto-samoiedo e in proto-ugrofinnico. Comunque, il proto-ugrofinnico ricostruito differisce molto poco dal proto-uralico. Perciò il proto-ugrofinnico può essere considerato come una classificazione geografica di dialetti più vicini geneticamente del proto-uralico, e non come una lingua distinta derivata dal proto-uralico.

## Fonetica
In modo simile alla situazione del proto-indoeuropeo, le ricostruzioni del proto-uralico non sono scritte nell'alfabeto fonetico internazionale ma nell'Alfabeto fonetico uralico o UPA. L'UPA viene utilizzato in queste ricostruzioni, seguito dagli equivalenti IPA tra barre (poiché si tratta di una ricostruzione fonemica).
Il proto-uralico aveva l'armonia vocalica ed un inventario vocalico abbastanza ricco in sillaba iniziale, così come i sistemi del finlandese e dell'estone odierni:
|          | Anteriori       | Anteriori   | Posteriori      | Posteriori  |
|          | Non arrotondate | Arrotondate | Non arrotondate | Arrotondate |
| Chiuse   | i /i/           | ü /y/       | ï /ɯ/           | u /u/       |
| Centrali | e /e/           |             |                 | o /o/       |
| Aperte   | ä /æ/           |             | a /a/           |             |

Le vocali arrotondate sono ristrette alle sillabe iniziali. I fonemi vocalici in sillaba non iniziale sono ristretti a due o tre. Un punto di vista è che ci fossero solo due vocali originali in sillabe non iniziali, /a/ ed /i/, realizzate come quattro allofoni attraverso l'armonia vocalica. Un altro punto di vista è che ci fossero tre vocali originali, /a/, /i/ e /ə/. Non c'erano dittonghi né vocali lunghe.
Il sistema consonantico era ricco di consonanti palatalizzate, ma possedeva solo una serie di occlusive (sorde non aspirate):
|             | Bilabiali | Dentali | Palatalizzate | Postalveolari | Palatali | Velari | Sconosciuto |
| ----------- | --------- | ------- | ------------- | ------------- | -------- | ------ | ----------- |
| Occlusive   | p /p/     | t /t/   |               |               |          | k /k/  |             |
| Nasali      | m /m/     | n /n/   | ń /nʲ/        |               |          | ŋ /ŋ/  |             |
| Affricate   |           |         | ć? /t͡ɕ/       | č /t̠͡ʃ/        |          |        |             |
| Sibilanti   |           | s /s/   | ś /ɕ/         | š? /ʃ/        |          |        |             |
| Spiranti    |           | δ /ð/   | δ' /ðʲ/       |               |          |        |             |
| Laterali    |           | l /l/   | ľ? /lʲ/       |               |          |        |             |
| Vibranti    |           | r /r/   |               |               |          |        |             |
| Semivocali  | w /w/     |         |               |               | j /j/    |        |             |
| Sconosciuto |           |         |               |               |          |        | x?          |

I suoni segnati con il punto interrogativo sono supportati solo da poche tracce filologiche, e non sono accettate da tutti gli studiosi. La consonante x viene ricostruita da alcuni studiosi nelle radici dove una vocale lunga si è sviluppata in seguito nelle lingue finnopermiche. Poiché questa ipotetica consonante non si è preservata in nessuna lingua come tale, la sua originale natura fonetica è incerta.
Non erano permessi gruppi di due o più consonanti all'inizio ed alla fine di parola, così le parole potevano iniziare e finire al massimo con una sola consonante. All'interno delle parole erano permessi gruppi di solo due consonanti. Non è sicuro se ci fossero consonanti doppie (geminate). La sonorizzazione non era una caratteristica fonemica.
La sibilante postalveolare /š/ è scarsamente attestata, ma alcuni prestiti dalle lingue indoeurope hanno riflessi tracciabili ad una fricativa postalveolare nel proto-finnico. La palatalizzazione era una caratteristica fonemica, così come in molte lingue uraliche moderne.
Il proto-uralico non possedeva toni, contrariamente allo Jenisei e ad alcune lingue siberiane. Non era neanche presente un accento distintivo come in indoeuropeo; nel proto-uralico la prima sillaba era invariabilmente tonica.

## Grammatica
Grammaticalmente il proto-uralico era una lingua agglutinante con sei casi nominali e verbi coniugati per numero, persona, modo e tempo. C'erano tre numeri, il singolare, il duale ed il plurale. Il proto-uralico era una lingua nominativo-accusativa. I verbi potevano avere una coniugazione soggettiva ed oggettiva separata, l'ultima delle quali era usata in connessione con il complemento oggetto.
Non veniva riconosciuto alcun genere grammaticale, così come oggi. Gli articoli erano sconosciuti. La marca del plurale dei sostantivi era *-t in posizione finale e *-j- in posizione non finale, come si nota nel finlandese. La marca del duale è stata ricostruita come *-k-, ma il numero duale è stato perso in molte delle lingue uraliche contemporanee. Il nome aveva anche dei suffissi possessivi, ma non sono stati ricostruiti dei pronomi possessivi.
I case avevano solo un contrasto locativo a tre modi: entrata, stato, uscita. Questa è l'origine del sistema a tre modi del finlandese careliano (illativo/inessivo/elativo, allativo/adessivo/ablativo, traslativo/essivo/eccessivo). Il caso partitivo, sviluppato dall'ablativo, fu un'innovazione delle lingue finnopermiche.
I casi erano:
| Caso       | Desinenza   |
| ---------- | ----------- |
| Nominativo | -           |
| Accusativo | *-m         |
| Genitivo   | *-n         |
| Locativo   | *-na / *-nä |
| Ablativo   | *-ta / *-tä |
| Lativo     | *-ŋ         |

I verbi venivano coniugati almeno secondo il numero, la persona ed il tempo. Le ricostruzioni delle marche dei modi sono controverse. Alcuni studiosi ritengono che esistessero coniugazioni soggettive ed oggettive separate, ma ciò è in discussione; riflessi chiari della coniugazione oggettiva si trovano solo nelle lingue più orientali e perciò può rappresentare un'innovazione areale. La negazione veniva espressa per mezzo di un verbo negativo *e-, che si trova nel finlandese e+mme (non traducibile in italiano direttamente, ma con l'inglese "we don't").

## Vocabolario
Solo circa 200 parole si riescono a ricostruire per il proto-uralico, se viene richiesta la presenza di queste ultime anche nelle lingue samoiede. Con un criterio di ricostruzione meno ristretto si riescono a ricostruire fino a 300-400 parole.
Quasi tutte le parole del vocabolario ricostruito appartengono a concetti basilari e non permettono di arrivare a conclusioni significative sulla cultura proto-uralica. I seguenti esempi di termini ricostruiti si attengono ai criteri più ristretti e sono perciò accettati come proto-uralici da praticamente tutti gli studiosi del campo:
- Parti del corpo e funzioni corporee: *ïpti capello, *ojwa testa, *śilmä occhio, *poski guancia, *käxli lingua, *elä- vivere, *kaxli- morire, *wajŋi respirare, *kosi tossire, *kunśi urinare, *küńili lacrimare, *sexji pus.
- Termini di parentela: *emä madre, *čečä zio, *koska zia, *mińä nuora, *wäŋiw genero.
- Verbi per azioni universalmente note: *meni- andare, *toli- venire, *aśkili- camminare, *imi- succhiare, *soski- masticare, *pala- mangiare, *uji- nuotare, *sala- rubare, *kupsa- estinguere.
- Concetti basilari e concetti naturali: *juka fiume, *toxi lago, *weti acqua, *päjwä sole, calore, *suŋi estate, *śala- fulmine, *wanča radice, *koxji betulla, *kaxsi peccio, *sïksi pino siberiano
- Tecnologia elementare: *tuli fuoco, *äjmä ago, *pura trapano, punta, *jïŋsi arco, *jänti corda d'arco, *ńïxli freccia, *δ'ümä colla, *lïpśi culla, *piksi corda, *suksi sci, *woča recinto.
- Concetti spaziali basilari: *ïla sotto, *üli sopra, *wasa a sinistra, *pälä di lato.
- Pronomi: *mun io, *tun tu, *ke- chi, *mi- cosa.

La ricostruzione di una parola *wäśkä, per 'metallo', è stata proposta. Però questa parola mostra delle irregolarità nelle corrispondenze fonetiche, ed alcuni studiosi la ritengono invece una Wanderwort.

## Ipotesi di relazioni esterne
Il proto-uralico è coinvolto nella controversa ipotesi nostratica, che collega molte lingue parlate in Asia, Africa ed Europa, incluse le lingue indoeuropee, le lingue altaiche, e le lingue afroasiatiche.